# Église Saint-Nicolas de Houilles
Pour les articles homonymes, voir église Saint-Nicolas.
L'église Saint-Nicolas est une église catholique paroissiale située à Houilles, en France.

## Histoire

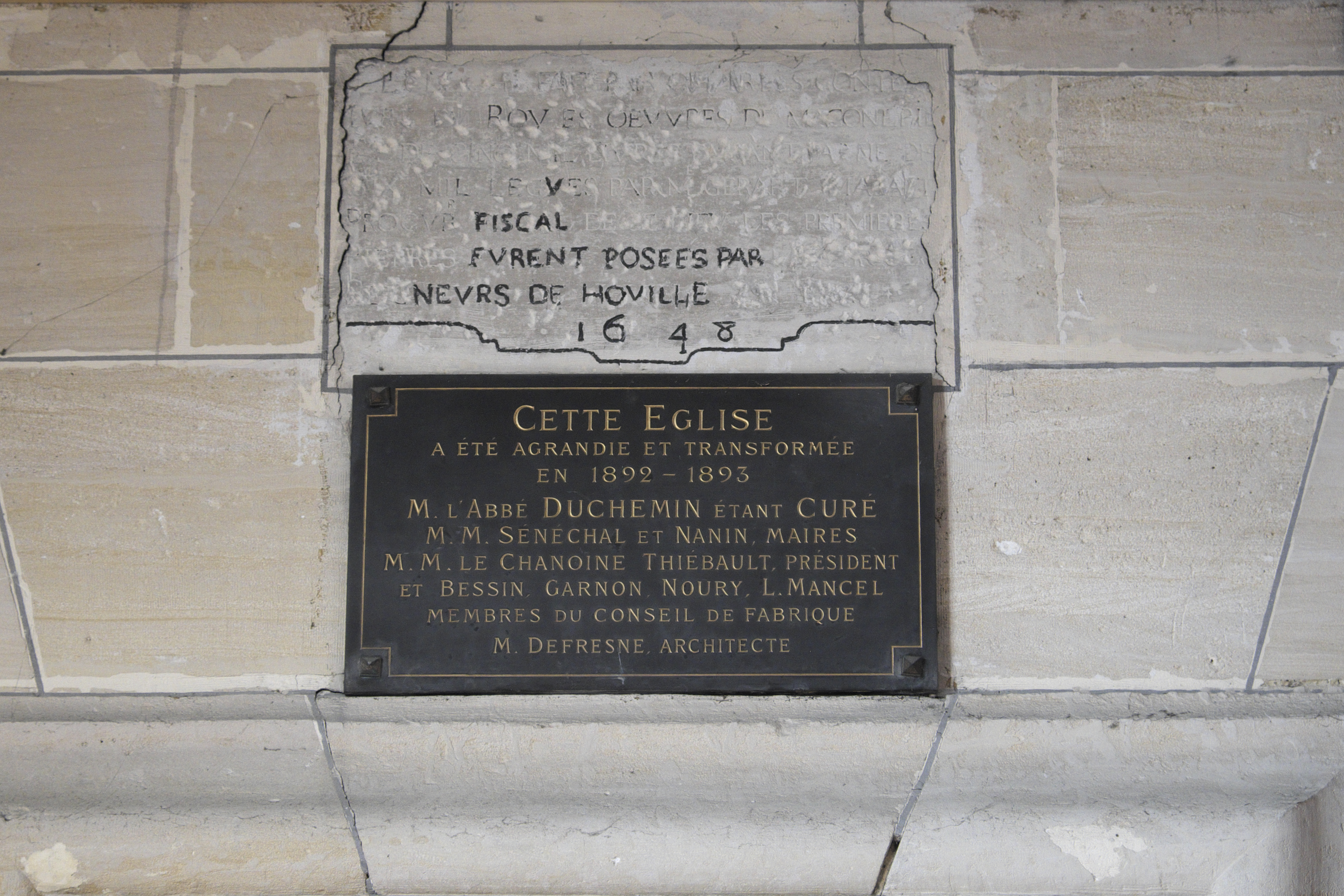
Travaux de 1648 et de 1892.

La paroisse a été érigée au XIIe siècle. Il reste encore, de part et d'autre de la nef, deux piliers du premier bâtiment.
Elle est rebâtie au XVIe siècle.
Elle a été à trois reprises victime de profanations en 2019,.

## Description
L'édifice est dominé par une tour construite en 1648 sur un plan carré. Divisée en trois étages et flanquée de contreforts, elle est terminée par un dôme à quatre pans portant un lanterneau.

## Mobilier
Aux deux collatéraux se trouvent l'autel de la Vierge au nord, et celui de sainte Geneviève au sud, dont le tabernacle indique qu'il contient une relique de la sainte.
L'autel du fond est orné d'une boiserie datant probablement du XVIIe siècle.
Des vitraux représent les Quatre Évangélistes.